# Chiesa di Nostra Signora (Treviri)

Pianta della chiesa

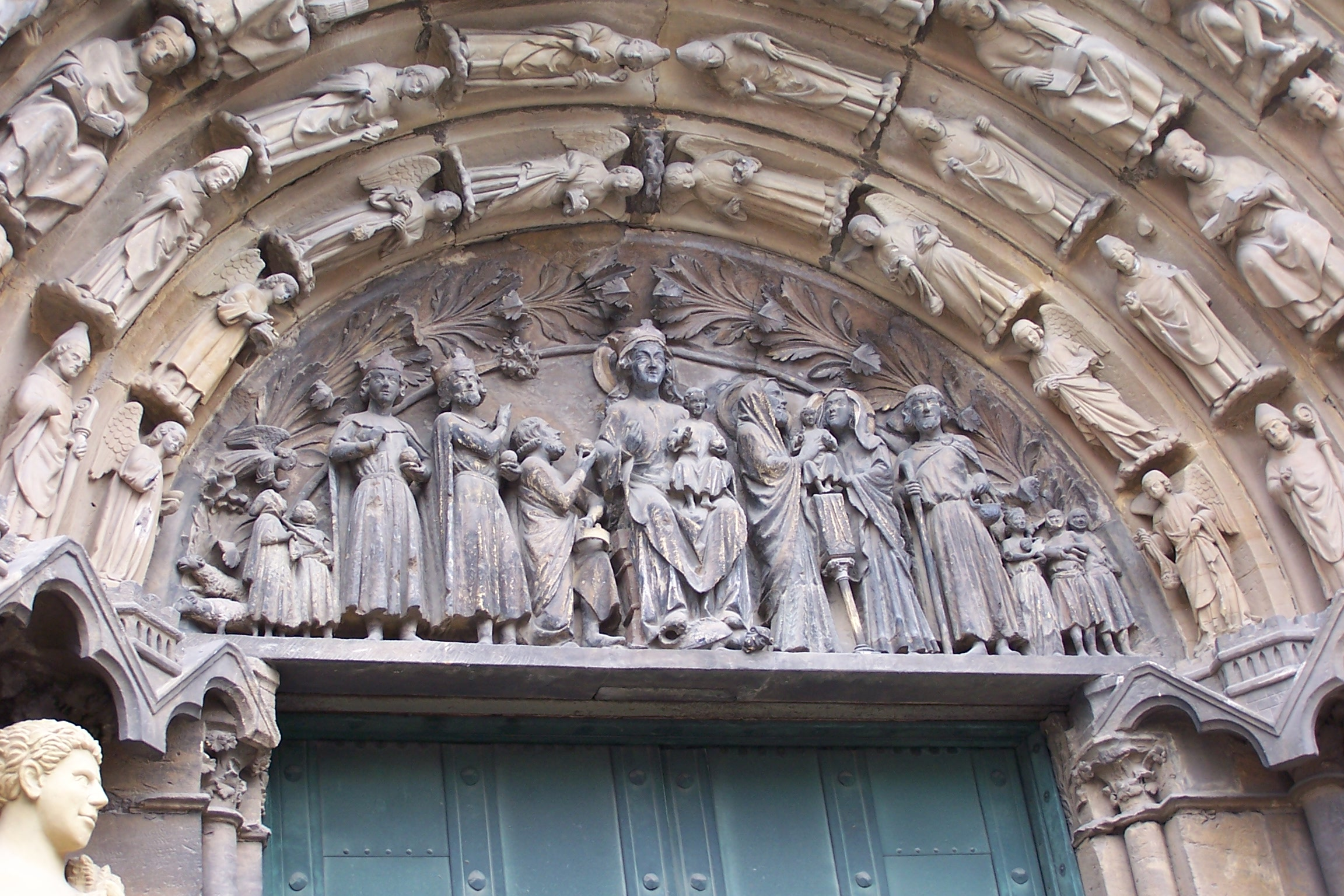
Rappresentazione della Madonna nella lunetta del portale

La chiesa di Nostra Signora (in tedesco: Liebfrauenkirche) si trova direttamente accanto al Duomo di San Pietro, nel centro della città tedesca di Treviri. Insieme al Duomo di Magdeburgo, è la più antica chiesa gotica di Germania, e uno dei capolavori del Gotico tedesco. Dal 1986, insieme ai monumenti romani della città ed alla cattedrale di San Pietro, fa parte del complesso dei beni patrimonio dell'umanità di Treviri così inserito nell'elenco dei patrimoni dell'umanità dall'UNESCO.

## Storia
Dopo che l'antico complesso di chiese dei tempi di Costantino il Grande, trascorso quasi un millennio, dovette essere abbattuto a causa dei crolli, l'arcivescovo di Treviri, Teodorico II di Wied, diede inizio alla costruzione della chiesa. Le fondamenta del precedente edificio religioso vennero in parte riutilizzate. La data precisa dell'inizio dei lavori non è individuabile: un'iscrizione all'interno della chiesa, su un pilastro, recita: «La costruzione di questa chiesa ebbe inizio nell'anno 1227 e fu terminata nell'anno 1243», però oggi si ritiene che la costruzione abbia avuto inizio solo nel 1230.
Nei lavori furono massicciamente impiegati capimastri ed artisti lotaringi, perciò venne adottato lo stile gotico, prevalente a quei tempi, che in Francia era già altamente sviluppato. L'opera costituisce quindi una delle prime testimonianze di gotico germanico ed è inoltre uno dei rari edifici religiosi a pianta centrale di quei tempi.
La metà era già completata verso il 1243, quando al Capitolo della chiesa vennero meno i fondi, il che dovette dipendere dalla morte dell'arcivescovo Teodorico, visto che era lui il principale finanziatore. Solo dopo una colletta effettuata nell'arcidiocesi di Colonia dall'arcivescovo Corrado di Hochstaden e favorita da un breve d'indulgenza, la costruzione poté proseguire. Nei documenti di allora la chiesa veniva già definita come “chiesa-madre” di tutte le chiese della provincia. I lavori terminarono verso il 1260.
Nel 1492, sulla crociera venne installata un'alta guglia, che per il suo alto grado di abilità tecnica e di altezza geometrica venne definita come opera dell'“arte di Dedalo”. La guglia si vede nelle antiche stampe della città, ma il 2 luglio del 1631 venne distrutta da una violenta bufera. Essa venne sostituita da un tetto a padiglione, che venne a sua volta distrutto durante la seconda guerra mondiale. Esso fu sostituito nel 1945 e ancora nel 2003 da un altro più ripido.
La chiesa di Nostra Signora veniva usata dai membri del Capitolo del Duomo di Treviri per celebrare la loro Messa giornaliera, e la usarono inoltre come sede per i loro sepolcri. Tuttavia, nel corso dei secoli, essa fu riempita di tombe e nel corso della rivoluzione francese, gran parte di queste vennero trasferite.
Dopo l'occupazione di Treviri da parte delle truppe rivoluzionarie francesi nel 1794, nel 1803 la chiesa venne separata organizzativamente e liturgicamente dal Duomo. Prima vi era uno stretto rapporto fra Duomo e Chiesa di Nostra Signora. Nel corso di un anno numerose processioni uscirono dal duomo per entrare nella Chiesa di Nostra Signora, per cui vi è un passaggio che le collega entrambe. Secondo una tradizione locale, la chiesa avrebbe dovuto essere demolita, ma il borgomastro di Treviri, in occasione di una visita alla città di Napoleone Bonaparte, lo avrebbe condotto sul balcone dell'antistante Palazzo Kesselstadt e gli avrebbe detto: «Sire, non vorrete mica distruggere il capolavoro di un architetto francese?» In ogni caso la vicina chiesa di San Lorenzo, che si trovava direttamente presso la Basilica Palatina di Costantino venne demolita e la parrocchia prese il nome di “chiesa di Nostra Signora e di san Lorenzo”. Come segno esterno della separazione il portale del nartece a lato del Duomo, usato come ingresso comune, venne murato ed il nartece divenne la sagrestia della Chiesa di Nostra Signora. In occasione del pellegrinaggio per l'esposizione della Sacra Tunica del 1959, il portale venne riaperto, dopo venne nuovamente richiuso con una tavola di assi e dopo il restauro del Duomo sostituito da un nuovo portale, cosicché oggi è nuovamente possibile utilizzare un ingresso comune.
Dal 1859 fino agli anni 1890, con alcune interruzioni, ebbe luogo un grande restauro. Con la seconda guerra mondiale la chiesa subì gravi danneggiamenti e fu ricostruita fra il 1946 ed il 1951. La sistemazione dello spazio centrale degli altari fu disegnata dall'architetto Rudolf Schwarz, anticipando le indicazioni del Concilio Vaticano II. La Chiesa di Nostra Signora ebbe nel 1951 da papa Pio XII la qualifica di Basilica minore. La ragione di ciò fu la nuova sistemazione dello spazio dell'altare dopo la guerra, quando esso venne posto al centro della chiesa. Nel 1986 la chiesa, insieme al Duomo di Treviri ed ai Monumenti Romani della città e dintorni, fu inserita dall'UNESCO nell'elenco dei Patrimoni dell'Umanità.
Dopo oltre tre anni di lavori eccezionali di restauro, eseguiti fra luglio 2008 e settembre 2011, la Chiesa di Nostra Signora fu riaperta al culto il 4 settembre 2011.

## Organo a canne
Fino alla seconda guerra mondiale la chiesa possedeva, fin dal 1843, un organo opera del costruttore di organi Heinrich Wilhelm Breidenfeld. Questo strumento aveva 32 registri su due tastiere e pedali. Esso subì gravi danni nel corso della guerra, terminata la quale fu progettato un nuovo organo. Venne previsto un organo principale come strumento a più piani nella parte della chiesa ed un organo del coro. L'organo principale non fu mai realizzato, mentre quello previsto per il coro venne installato nel 1951: ha 15 registri su due manuali e pedale.

## Galleria d'immagini

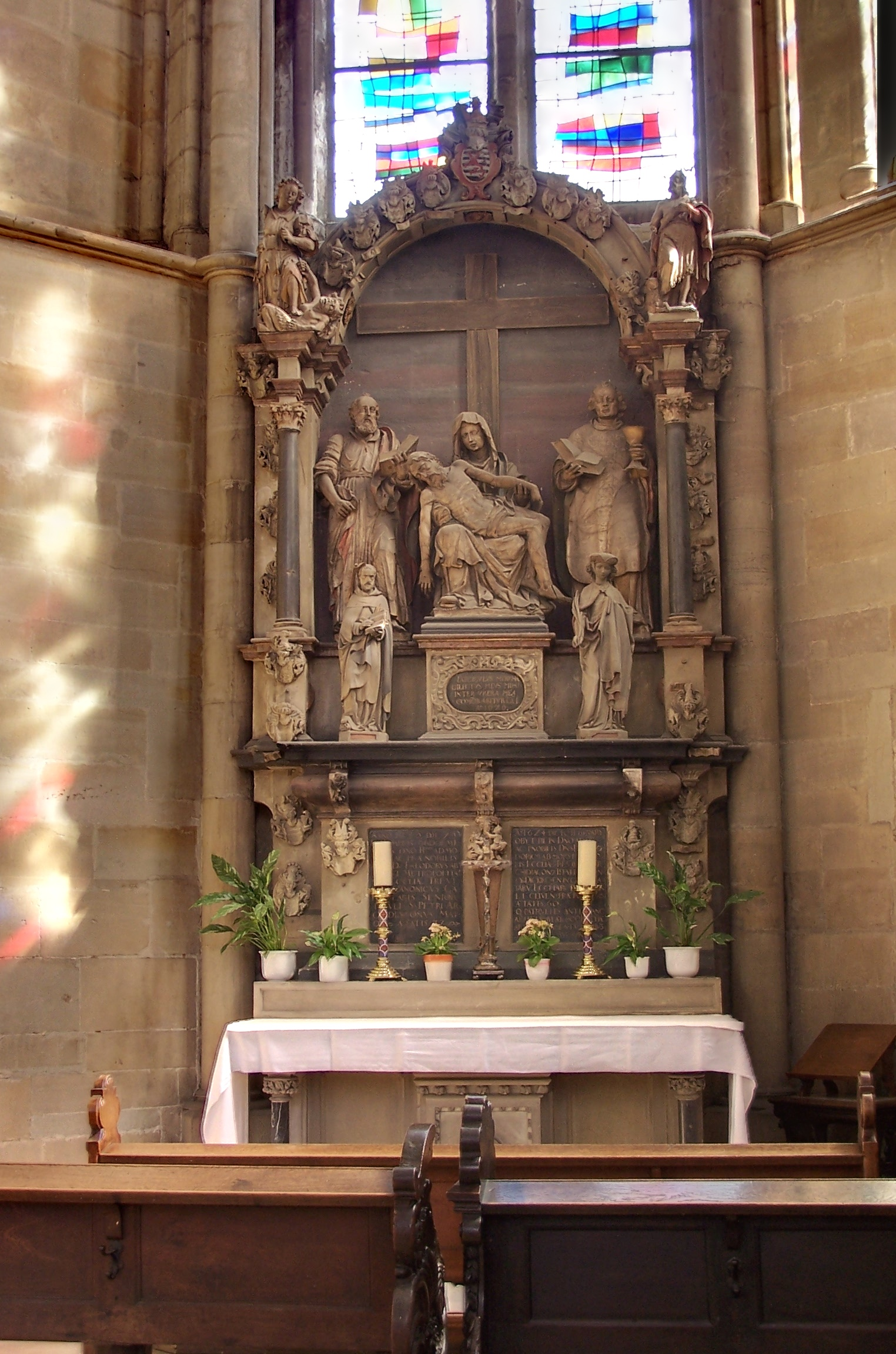
Altare sepolcrale di Theodor e Theoderich von Horst
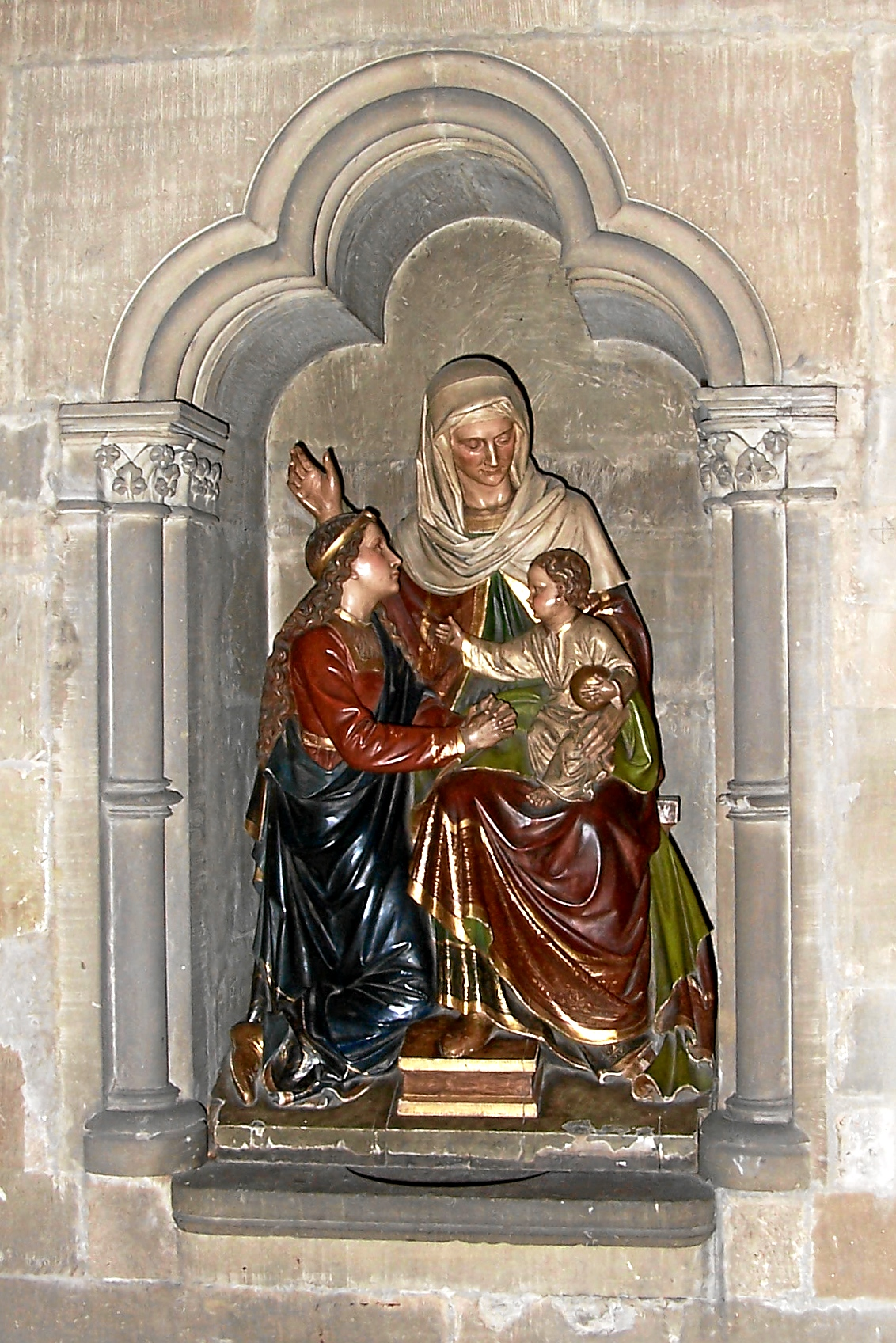
Rappresentazione della Madonna nell'interno della chiesa
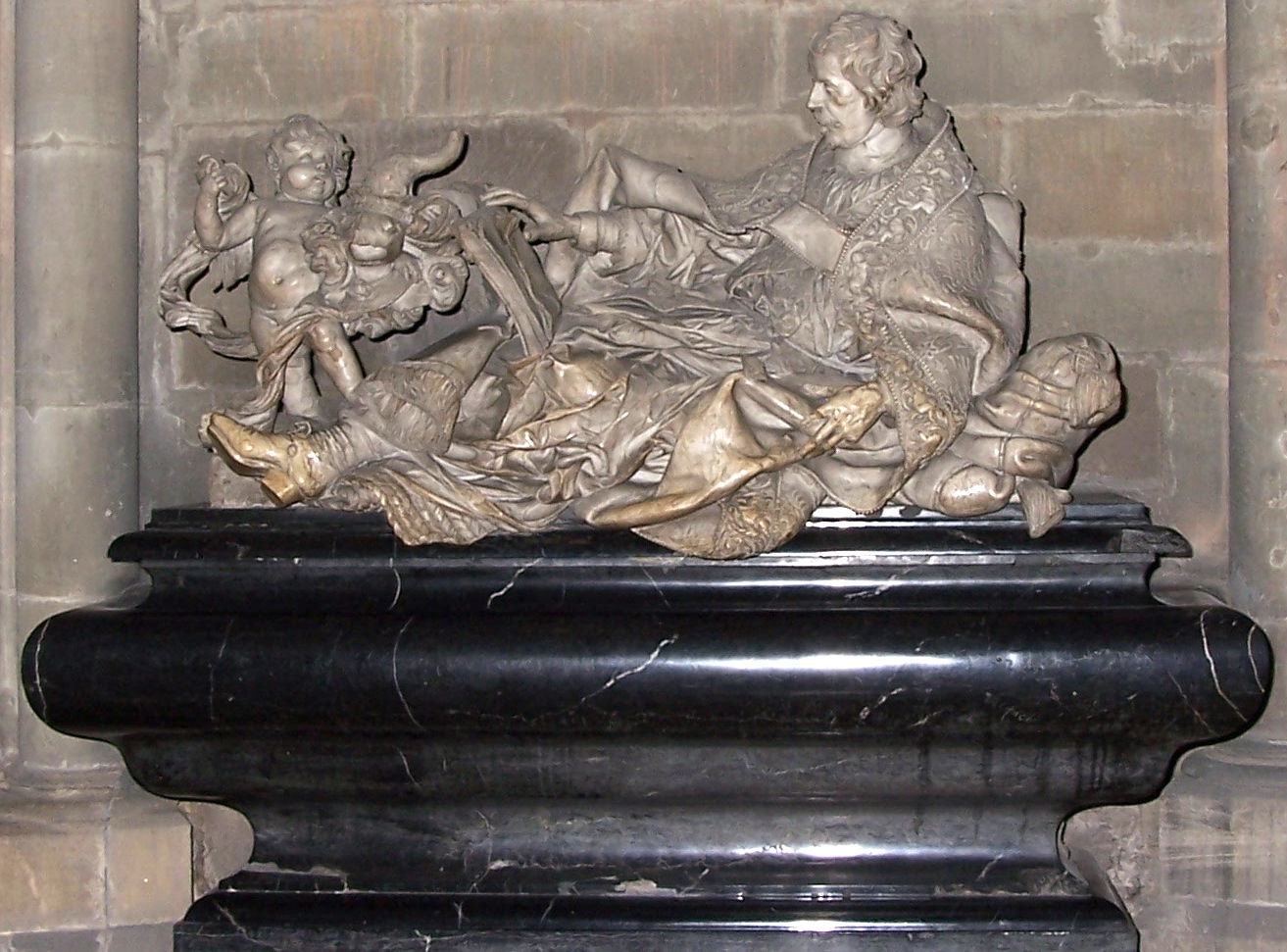
Tomba di Karl von Metternich di Matthias Rauchmüller
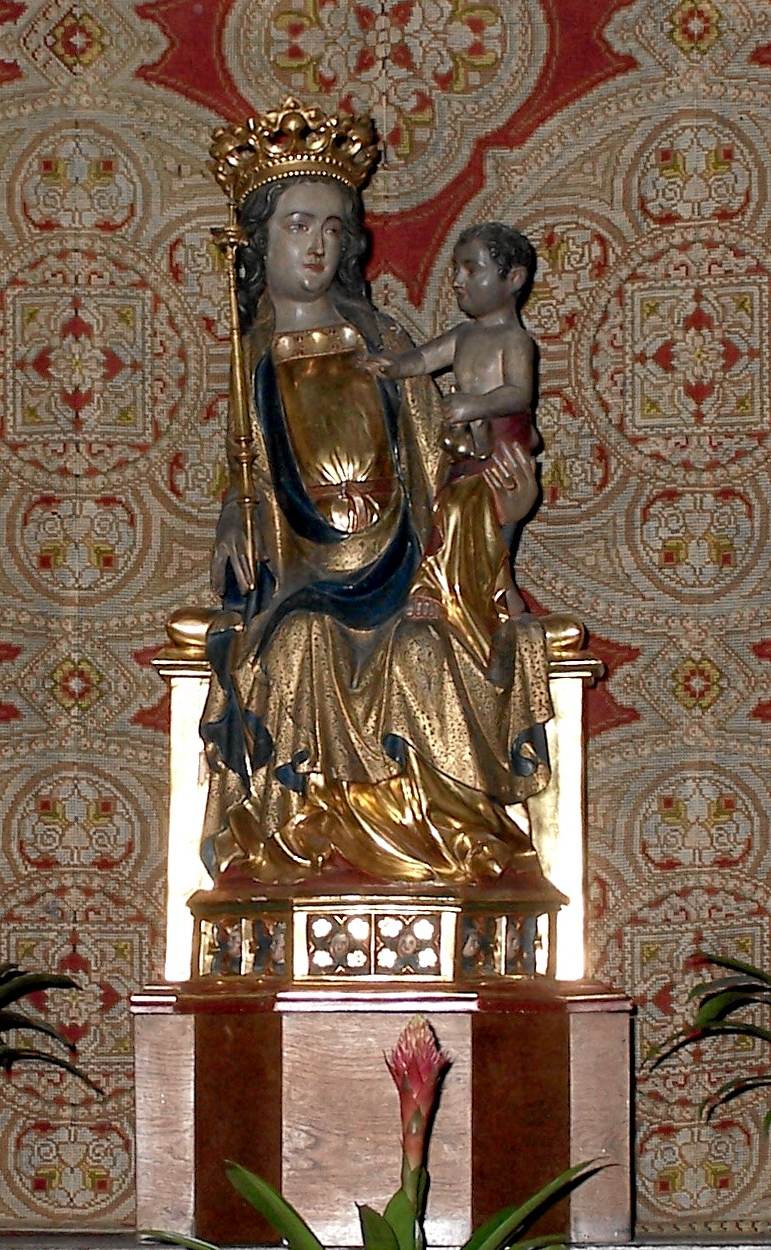
Madonna in trono